# Ulrike Merten

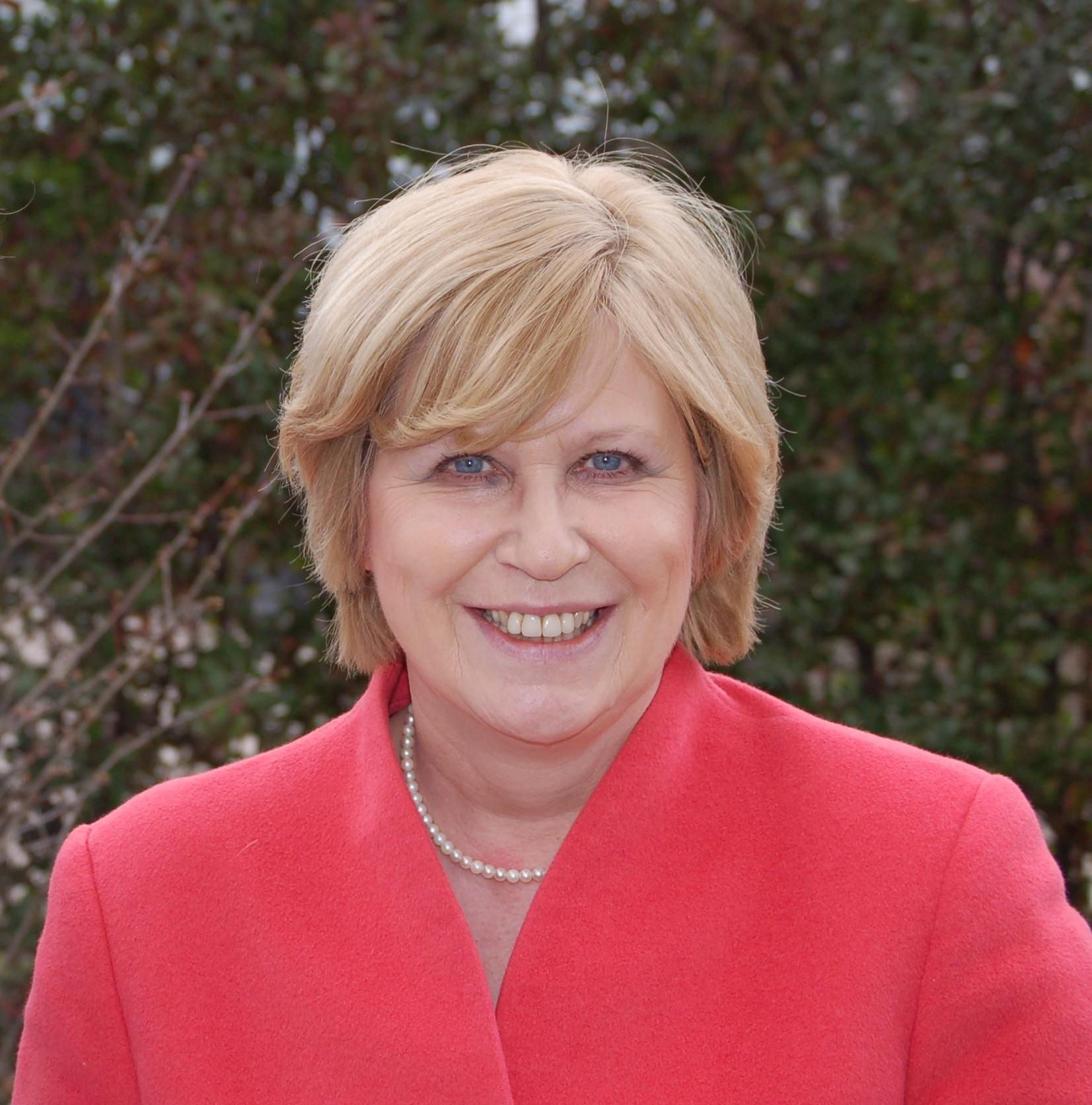
Ulrike Merten, 2009

Ulrike Merten geb. Hofberger (* 13. Dezember 1951 in Bielefeld) ist eine deutsche Politikerin (SPD). Sie war von 1998 bis 2009 Mitglied des Deutschen Bundestages und dort von 2005 bis 2009  Vorsitzende des Verteidigungsausschusses. 

## Leben und Beruf
Nach dem Besuch der Volksschule absolvierte Ulrike Merten von 1965 bis 1968 eine Ausbildung zur Kauffrau und Drogistin. In diesem Beruf war sie bis 1978, zuletzt als Abteilungsleiterin, tätig. 
Von 2010 bis 2019 war Merten Präsidentin der Gesellschaft für Sicherheitspolitik. 
Ulrike Merten ist verheiratet und hat zwei Söhne.

## Partei
Seit 1972 ist sie Mitglied der SPD. Von 1990 bis 2001 gehörte sie dem SPD-Bezirksvorstand Ostwestfalen-Lippe an und war von 1992 bis 2001 Vorsitzende des SPD-Kreisverbandes Gütersloh. Von 2000 bis 2001 war sie außerdem Bezirksvorsitzende der Arbeitsgemeinschaft sozialdemokratischer Frauen (AsF) in Ostwestfalen-Lippe.

## Abgeordnete
Von 1994 bis 1999 gehörte Ulrike Merten dem Kreistag des Kreises Gütersloh an und war Vorsitzende des Beirates für Wirtschafts- und Beschäftigungsförderung. 
Seit 1998 war sie Mitglied des Deutschen Bundestages. Hier war sie von Oktober 2002 bis Mai 2005 stellvertretende Sprecherin der Arbeitsgruppe Sicherheitsfragen der SPD-Bundestagsfraktion. Seit Mai 2005 war Ulrike Merten Vorsitzende des Verteidigungsausschusses. Sie wurde am 27. September 2009 nicht wieder in den Bundestag gewählt.
Ulrike Merten ist stets über die Landesliste Nordrhein-Westfalen in den Bundestag eingezogen.